# Hypsoprora
Hypsoprora ist eine Gattung der Buckelzirpen, die in Süd- und Mittelamerika sowie in den USA vorkommen. Es sind 23 Arten beschrieben. In den USA ist die Gattung durch H. nogolata und H. simplex vertreten. Mehrere Arten kommen in Mexiko vor, H. coronata ist aus vielen Ländern, von Argentinien und Brasilien über Mittelamerika bis Mexiko bekannt.
Die Hypsoprora Zikaden sind relativ klein, mit einer Körperlänge von ca. 3 bis 6 mm. Ihre Oberfläche ist sehr rau, mit kleinen Dörnchen und Punkten. Das Pronotum hat einen mehr oder weniger langen Fortsatz nach vorne, und der Fortsatz nach hinten hat meist einen Höcker. Die Tiere sind gelblich oder braun, manche Arten fast ganz dunkel gefärbt, meist mit helleren Zeichnungen. Die Vorderflügel sind im Basalbereich derb und mit Höckern und Punktierungen.
Die Arten von Hypsoprora sind denen von Phylia oft sehr ähnlich, diese sind aber größer und der vordere Fortsatz ist meist länger. Die grobe Oberflächenstruktur ist ähnlich wie bei der Gattung Notocera, diese haben aber zwei "Hörner" nach vorne.
Über die Lebensweise ist nur sehr wenig bekannt. Die Arten sind meistens solitär, aber es wurden auch Aggregationen beschrieben. Die Arten dieser Gattung kommen auf sehr verschiedenen Pflanzen vor.